# Samspel
Samspel avser den ömsesidiga påverkan och interaktion som uppstår mellan två eller flera individer, grupper eller system. Begreppet är centralt inom flera discipliner, inklusive psykologi, sociologi och pedagogik. Inom relationellt perspektiv används "samspel" för att belysa hur individers beteenden och upplevelser formas i relation till deras sociala och fysiska omgivning. Teorier som ekologisk systemteori betonar hur olika nivåer av system, såsom familj, skola och samhälle, påverkar individens utveckling genom samspel mellan dessa system.
I pedagogiska sammanhang är samspel avgörande för att förstå elevers lärande och utveckling. Det används för att analysera dynamiken mellan elever, lärare och skolmiljöer, och hur dessa faktorer tillsammans påverkar delaktighet och inkludering. I utvecklingspsykologi spelar samspelet mellan barn och vårdnadshavare en central roll för barnets emotionella och kognitiva utveckling.
Inom sociologi används samspel för att studera sociala relationer och hur gemensamma normer, roller och beteendemönster utvecklas i olika grupper. Erving Goffman är en framträdande teoretiker som analyserat socialt samspel genom begrepp som "dramaturgi" och "frontstage/backstage".
Samspel kan förstås som ett komplext fenomen som påverkas av kommunikation, emotioner, maktrelationer och kulturella faktorer. Det är en grundläggande process för att skapa och upprätthålla relationer, utveckla identitet och lösa konflikter i såväl individuella som samhälleliga sammanhang.